# Beh
Beh je stará jednotka hmotnosti používaná v Barmě.

## Převodní vztahy
- 1 beh = 2,070 g = 1/800 pehta